# Giuseppe Carpani (arbitro)
Giuseppe Carpani (Milano, 24 febbraio 1907 – Milano, 22 ottobre 1958) è stato un arbitro di calcio italiano.

## Carriera
Iniziò ad arbitrare nel 1931.
Per dodici stagioni è stato un arbitro di Serie A. Ha diretto il suo primo incontro a Trieste il 27 ottobre 1940: la partita Triestina-Bari (2-4).
In tutto, nel massimo campionato italiano, ha diretto esattamente 100 partite, l'ultima delle quali è stata quella di Napoli-Bologna (4-1) del 12 aprile 1953.
Dal 1948 al 1953 è stato un arbitro internazionale che ha diretto trentatré incontri per l'UEFA.
Ha rappresentato la classe arbitrale italiana ai Giochi Olimpici di Londra 1948. Fu guardalinee nelle partite Inghilterra-Olanda, Corea-Messico, Danimarca-Inghilterra e, il 5 agosto allo Stadio "Selhurst Park", arbitro di Svezia-Corea 12-0 nell'ambito del secondo turno.

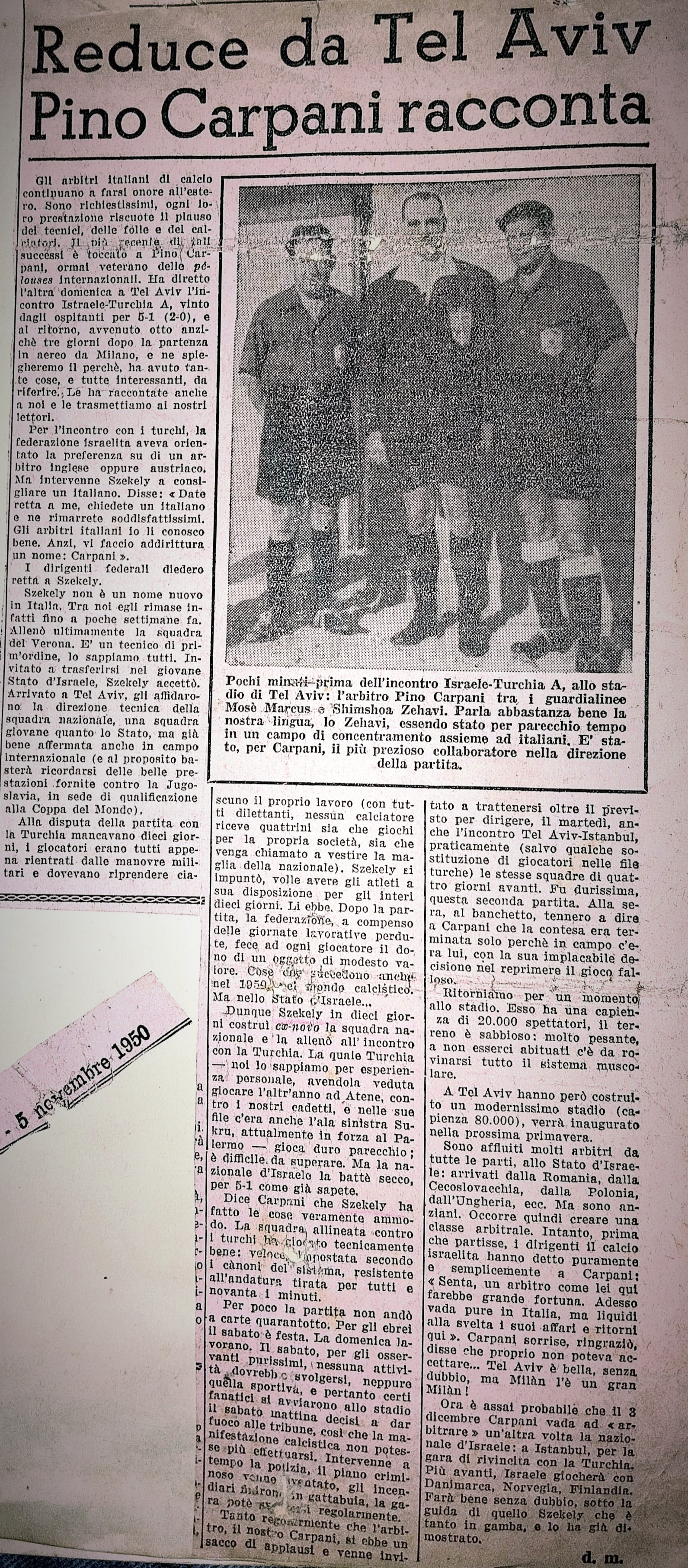